# Les Sept Vallées
Les Sept Vallées est un cycle de pièces pour flûte à bec seule de la compositrice franco-suédoise Madeleine Isaksson, écrite en 2006.

## Contexte et création
Madeleine Isaksson compose Les Sept Vallées en 2006, pour répondre à une commande du Concerts Suède pour Kerstin Frödin. Elle s'inspire d'un poème de Farid al-Din Attar, La conférence des oiseaux. L'œuvre est créée le 15 décembre 2006 par la commanditaire au Théâtre de la Photographie et de l'Image de Nice. 

## Structure
1. La vallée de la quête
2. La vallée de l'amour
3. La vallée de la connaissance
4. La vallée de la liberté solitaire
5. La vallée de l'unité
6. La vallée de la perplexité
7. La vallée de l’épuisement